# Битка код Саруса
Битка код Саруса вођена је априла 625. године између Византијског царства са једне и Сасанидске Персије са друге стране. Битка је део Византијско-персијског рата (602—628), а завршена је победом Византије.

## Битка
Након серије маневара, византијски цар Ираклије је пресрео војску персијског војсковође Шахрбараза који је, заједно са Аварима, желео да учествује у опсади Цариграда која се спремала. Иако је победу у бици однела Византија, персијска војска је из битке изашла у добром стању што јој је омогућило да настави даљи поход у Малој Азији према Цариграду.